# Élections générales espagnoles de 2016 en Estrémadure
Les élections générales espagnoles de 2016 (en espagnol : Elecciones generales de España de 2016) se sont tenues le dimanche 26 juin 2016 afin d'élire les 350 députés et 208 des 266 sénateurs de la XIIe législature des Cortes Generales. 10 députés sont élus en Estrémadure.

## Résultats

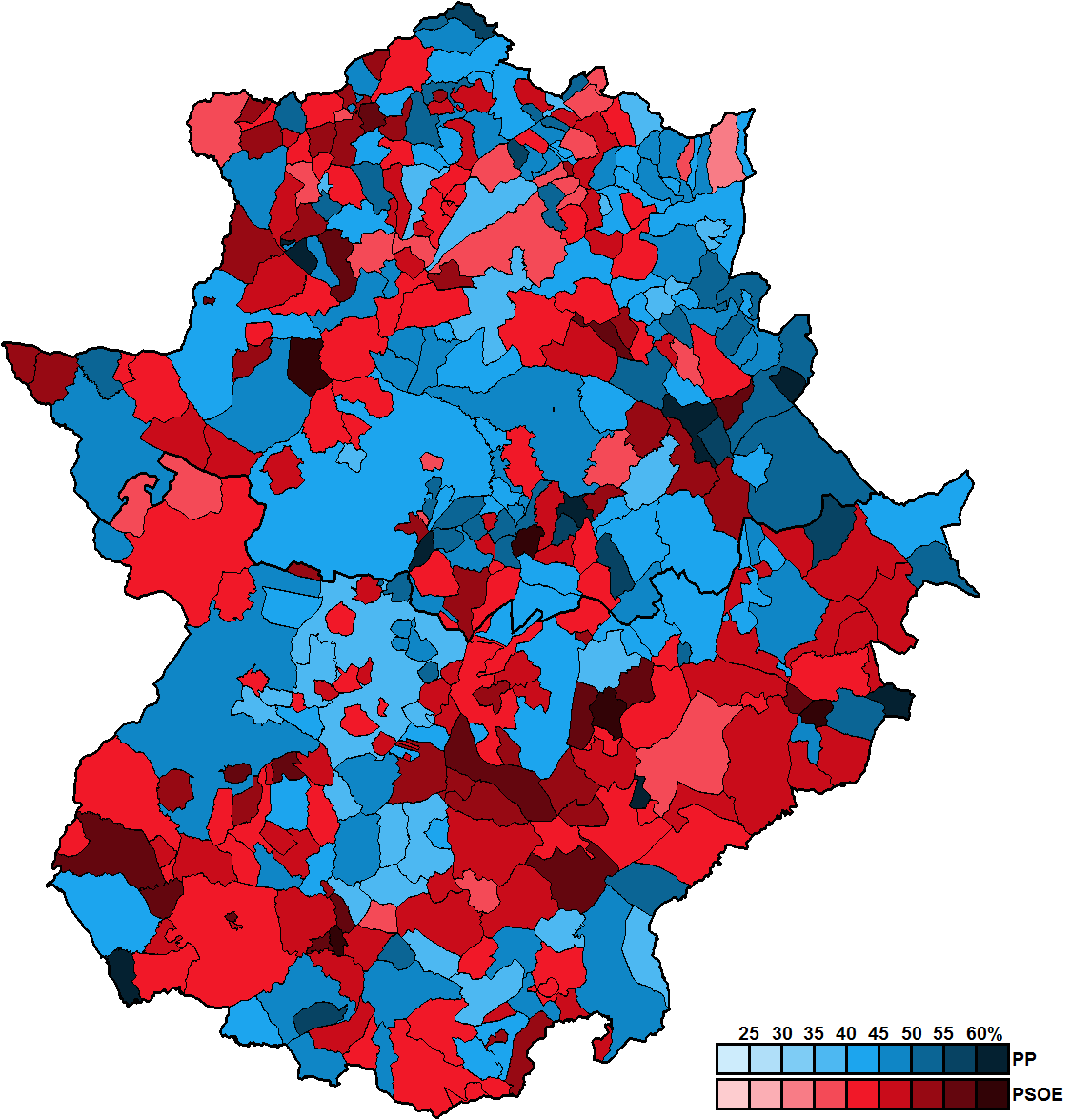
Résultats par commune.

| Parti                  | Parti                                                   | Voix    | %     | +/-  | Sièges | +/-           |
| ---------------------- | ------------------------------------------------------- | ------- | ----- | ---- | ------ | ------------- |
|                        | Parti populaire (PP)                                    | 245 022 | 39,90 | 5,11 | 5      | 1             |
|                        | Parti socialiste ouvrier espagnol (PSOE)                | 212 159 | 34,54 | 1,44 | 4      | 1             |
|                        | Unidos Podemos (UP) (Pod.-IU-Equo)                      | 80 346  | 13,08 | 2,60 | 1      | en stagnation |
|                        | Ciudadanos (Cs)                                         | 64 760  | 10,54 | 0,84 | 0      | en stagnation |
|                        | Parti animaliste contre la maltraitance animale (PACMA) | 4 456   | 0,73  | 0,20 | 0      | en stagnation |
|                        | Recortes Cero-Grupo Verde (RC-GV)                       | 1 073   | 0,17  | 0,04 | 0      | en stagnation |
|                        | Union, progrès et démocratie (UPyD)                     | 1 054   | 0,17  | 0,23 | 0      | en stagnation |
|                        | Vox                                                     | 1 026   | 0,17  | 0,09 | 0      | en stagnation |
|                        | Vote blanc                                              | 4 258   | 0,69  | 0,03 |        |               |
|                        |                                                         |         |       |      |        |               |
| Suffrages exprimés     | Suffrages exprimés                                      | 614 154 | 98,63 |      |        |               |
| Votes nuls             | Votes nuls                                              | 8 562   | 1,37  |      |        |               |
| Total                  | Total                                                   | 622 716 | 100   | -    | 10     | en stagnation |
| Abstention             | Abstention                                              | 284 594 | 31,37 |      |        |               |
| Inscrits/Participation | Inscrits/Participation                                  | 907 310 | 68,63 |      |        |               |

### Résultats par provinces

#### Badajoz
| Parti                  | Parti                                                   | Voix    | %     | +/-  | Sièges | +/-           |
| ---------------------- | ------------------------------------------------------- | ------- | ----- | ---- | ------ | ------------- |
|                        | Parti populaire (PP)                                    | 149 603 | 39,58 | 5,11 | 3      | 1             |
|                        | Parti socialiste ouvrier espagnol (PSOE)                | 133 392 | 35,29 | 1,89 | 2      | 1             |
|                        | Unidas Podemos (UP)                                     | 47 182  | 12,48 | 2,47 | 1      | en stagnation |
|                        | Ciudadanos (Cs)                                         | 40 417  | 10,69 | 0,67 | 0      | en stagnation |
|                        | Parti animaliste contre la maltraitance animale (PACMA) | 2 766   | 0,73  | 0,22 | 0      | en stagnation |
|                        | Union, progrès et démocratie (UPyD)                     | 639     | 0,17  | 0,22 | 0      | en stagnation |
|                        | Vox                                                     | 617     | 0,16  | Nv.  | 0      | en stagnation |
|                        | Recortes Cero-Grupo Verde (RC-GV)                       | 614     | 0,16  | 0,03 | 0      | en stagnation |
|                        | Vote blanc                                              | 2 719   | 0,72  | 0,06 |        |               |
|                        |                                                         |         |       |      |        |               |
| Suffrages exprimés     | Suffrages exprimés                                      | 377 949 | 98,69 |      |        |               |
| Votes nuls             | Votes nuls                                              | 5 032   | 1,31  |      |        |               |
| Total                  | Total                                                   | 382 981 | 100   | -    | 6      | en stagnation |
| Abstention             | Abstention                                              | 175 247 | 31,39 |      |        |               |
| Inscrits/Participation | Inscrits/Participation                                  | 558 228 | 68,61 |      |        |               |

#### Cáceres
| Parti                  | Parti                                                   | Voix    | %     | +/-  | Sièges | +/-           |
| ---------------------- | ------------------------------------------------------- | ------- | ----- | ---- | ------ | ------------- |
|                        | Parti populaire (PP)                                    | 95 419  | 40,40 | 5,09 | 2      | en stagnation |
|                        | Parti socialiste ouvrier espagnol (PSOE)                | 78 767  | 33,35 | 0,69 | 2      | en stagnation |
|                        | Unidas Podemos (UP)                                     | 33 164  | 14,04 | 2,82 | 0      | en stagnation |
|                        | Ciudadanos (Cs)                                         | 24 343  | 10,31 | 1,10 | 0      | en stagnation |
|                        | Parti animaliste contre la maltraitance animale (PACMA) | 1 690   | 0,72  | 0,17 | 0      | en stagnation |
|                        | Recortes Cero-Grupo Verde (RC-GV)                       | 459     | 0,19  | 0,05 | 0      | en stagnation |
|                        | Union, progrès et démocratie (UPyD)                     | 415     | 0,18  | 0,25 | 0      | en stagnation |
|                        | Vox                                                     | 409     | 0,17  | 0,04 | 0      | en stagnation |
|                        | Vote blanc                                              | 1 539   | 0,65  | 0,02 |        |               |
|                        |                                                         |         |       |      |        |               |
| Suffrages exprimés     | Suffrages exprimés                                      | 236 205 | 98,53 |      |        |               |
| Votes nuls             | Votes nuls                                              | 3 530   | 1,47  |      |        |               |
| Total                  | Total                                                   | 239 735 | 100   | -    | 4      | en stagnation |
| Abstention             | Abstention                                              | 109 347 | 31,32 |      |        |               |
| Inscrits/Participation | Inscrits/Participation                                  | 349 082 | 68,68 |      |        |               |